# Cirriformia spirabrancha
Cirriformia spirabrancha är en ringmaskart som först beskrevs av Moore 1904.  Cirriformia spirabrancha ingår i släktet Cirriformia och familjen Cirratulidae. Inga underarter finns listade i Catalogue of Life.